# Josie
"Josie" (ponekad zvana "Everything's Gonna Be Fine") je pjesma američkog rock sastava Blink-182, objavljena 17. studenog 1998. godine, kao četvrti singl s drugog studijskog albuma sastava, Dude Ranch iz 1997. godine. "Josie" je primarno napisao basist Mark Hoppus, a govori o njegovoj idealnoj djevojci, kao i o turnejama Unwritten Law i Dance Hall Crashers, na kojima je sastav bio 1995. i 1996. godine.
Singl, kojeg je remiksao Tom Lord-Alge, dostigao je 31. mjesto u Australiji. Remiksana inačica singla "Josie" objavljena je na Greatest Hits albumu sastava. U glazbenom videu za "Josie" glumi Alyssa Milano kao djevojka Hoppusove pažnje iz srednje škole. Izvorna ideja za video je bila da sastav nastupa na brodu koji tone, ali zbog cijene je odbačena.
Zadnji je singl sastava na kojem svira bubnjar Scott Raynor.

## Pozadina
"Josie" je dobila ime po psu Elyse Rogers, pjevačice sastava Dance Hall Crashers, a djevojka u pjesmi je zamišljena. "Pjesma je o tom osjećaju kojeg svatko može osjetiti, a taj je osjećaj ludost za djevojkom," Hoppus je rekao 1998. godine za Billboard. Tekst govori o idealnoj djevojci koja tolerira dečkove mane te koja voli istu glazbu kao on. Rečenica "Yeah my girlfriend, likes UL and DHC" sugerira na turneje sastava Unwritten Law i Dance Hall Crashers. Rečenica "She brings me Mexican Food from Sombreros just because" sugerira na restoran meksičke hrane Sombrero, koji se nalazi u San Diegu.
Pjesma je skladana u B dur tonalitetu, s mjerom 4/4 i brzim tempom od 200 otkucaja u minuti. Hoppusov raspon glasnica kreće se od G#3 do F#4.
U Australiji, pjesma je osam tjedana bila u Top 50 i čak 24 tjedna u Top 100, na kojoj je 6. srpnja dosegla 31. mjesto.

## Glazbeni video
Za treći glazbeni video, sastav je htio nešto ozbiljnije pa su se obratili redatelju Jasonu Matzneru i njegovom suradniku Brendanu Lambeu. Hoppusova prvobitna ideja za video bila je da nastupaju na brodu koji tone. Sastav bi svirao dok bi se sve oko njih rušilo i tonulo. Postepeno, brod bi doživio katastrofu ("ljudi bi trčali, iskre frcale, sve bi se urušavalo"), a prije no što bi u potpunosti potonuo prikazao bi se tekst "everything's gonna be fine." Pošto bi diskografsku kuću sastava, MCA, video koštao milijune dolara, smislila se alternativa: sastav nastupa u podrumu, a jedan od članova slučajno udari cijev, koja poplavi cijelu sobu. Video je snimljen u dvorištu Universal Studiosa te je bio Matznerov prvi video. "Snimanje prvog 'Josie' videa bilo je odvratno," Hoppus se prisjetio 2000. godine. "Trebali smo donijeti staru opremu koju smo mogli uništiti." Trio je bio nesretan s iznenađujuće hladnom vodom, a DeLonge je porezao glavu na plutajući šrapnel. Kada su dobili prvi konačan video, sastav je odlučio odbaciti video i krenuti ispočetka.
Sastav se vratio redatelju Darrenu Doaneu, koji je također snimio glazbene videe za "M+M's" i "Dammit". Video je snimljen u srednjoj školi Westlake, u Thousand Oaksu, Kalifornija. U videu glumi Alyssa Milano kao djevojka Hoppusove pažnje. "Osjećao sam se stvarno loše zbog nje jer se pojavila na setu na kojem su bili samo ona i gomila perverznih frajera koji nisu radili ništa nego joj gledali u sise. Nisu si mogli pomoći," Hoppus se prisjetio 2001. godine. Scena borbe hranom snimljena je iz jednog pokušaja, pošto je menza bila uništena poslije prvog snimanja. "Sva ta djeca morala su se vani kuhati na suncu, ali su nas na kraju dana ipak mogli izgađati hranom," rekao je Hoppus. Iako "Josie" nije bila prečesto svirana na MTV-u, ipak je bila nevjerojatan uspjeh za sastav.
Dio prvobitnog videa za "Josie" pojavio se na internetu 2011. godine.

## Zasluge
- Mark Hoppus – bas-gitara, vokali
- Tom DeLonge – gitara, vokali
- Scott Raynor – bubnjevi